# Galeria de Arte de Mannheim

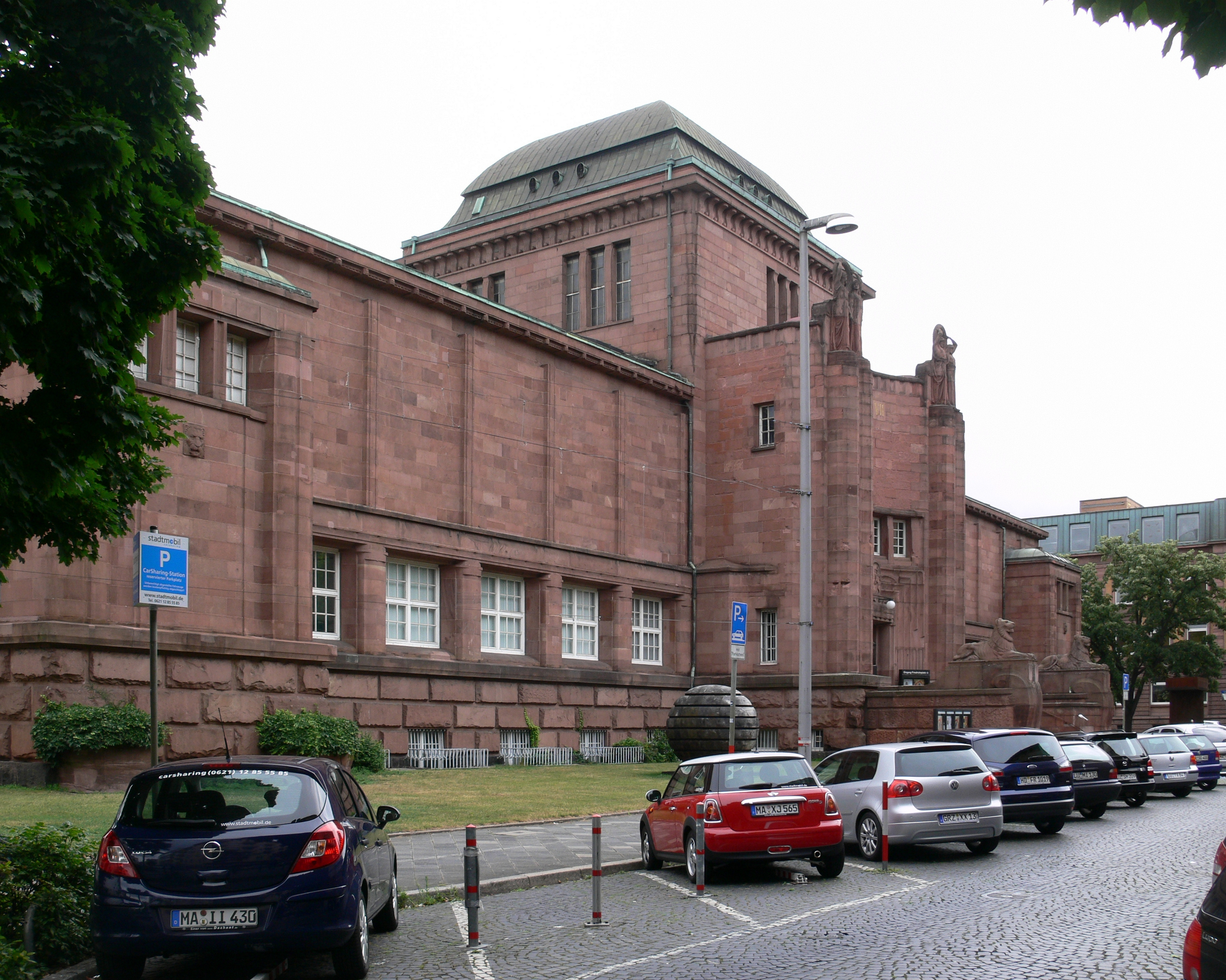
Fachada principal da Kunsthalle de Mannheim

A Galeria de Arte de Mannheim (em alemão, Kunsthalle Mannheim) é um museu dedicado à arte dos séculos XIX e XX, fundado em 1909 e localizado na cidade de Mannheim, na Alemanha. Seu edifício-sede foi projetado por Hermann Billing como estrutura temporária para a Exposição Internacional de Arte de 1907, realizada em comemoração ao terceiro centenário da fundação da cidade. Após a exposição, o edifício foi transformado em galeria municipal de arte, sendo destinado desde então à guarda das coleções artísticas de Mannheim, à realização de exposições temporárias e outros eventos voltados às artes visuais.

## Histórico
O edifício que hoje serve de sede à Kunsthalle Mannheim foi projetado por Hermann Billing por ocasião Exposição Internacional de Arte de 1907, organizada em comemoração ao aniversário de 300 anos de fundação da cidade de Mannheim. Previsto para ser desmontado após a exposição, o edifício foi adaptado posteriormente para uso como galeria municipal de arte. O núcleo inicial do acervo consistia em um conjunto de pinturas de Karl Kuntz, às quais se somaram 91 pinturas da coleção de James Emden. Fritz Wichert foi apontado como primeiro diretor da instituição. Sua gestão buscou agregar ao acervo um importante conjunto de pinturas francesas.
No começo da década de 1920, o historiador Gustav Friedrich Hartlaub assumiu a direção da Kunsthalle, buscando garantir maior abertura às correntes artísticas que fervilhavam na Alemanha durante a República de Weimar, incorporando obras de artistas como Otto Dix, Georg Grosz e Max Beckmann ao acervo. Em 1925, Hartlaub organizou a bem sucedida exposição Neue Sachlichkeit, que ajudou a consolidar o movimento artístico homônimo (Nova Objetividade), um termo por ele criado em 1923.
Hartlaub foi deposto em 1933, após a ascensão dos nazistas. Walter Passarge assumiu a direção do museu três anos depois, pondo em prática o plano nazista de banimento da assim denominada "arte degenerada": em um período de um ano, foram eliminados do acervo da galeria 102 pinturas, 8 esculturas, 491 gravuras e 59 portfólios. Muitas dessas peças foram destruídas, enquanto outras foram leiloadas posteriormente (1939), e se encontram hoje em coleções públicas e privadas da Europa e dos Estados Unidos. Com o advento da Segunda Guerra Mundial, a maior parte do acervo que havia restado foi transferido para locais mais seguros. Somente em 1949, parte da coleção retornaria ao edifício, bastante danificado pelos bombardeios.

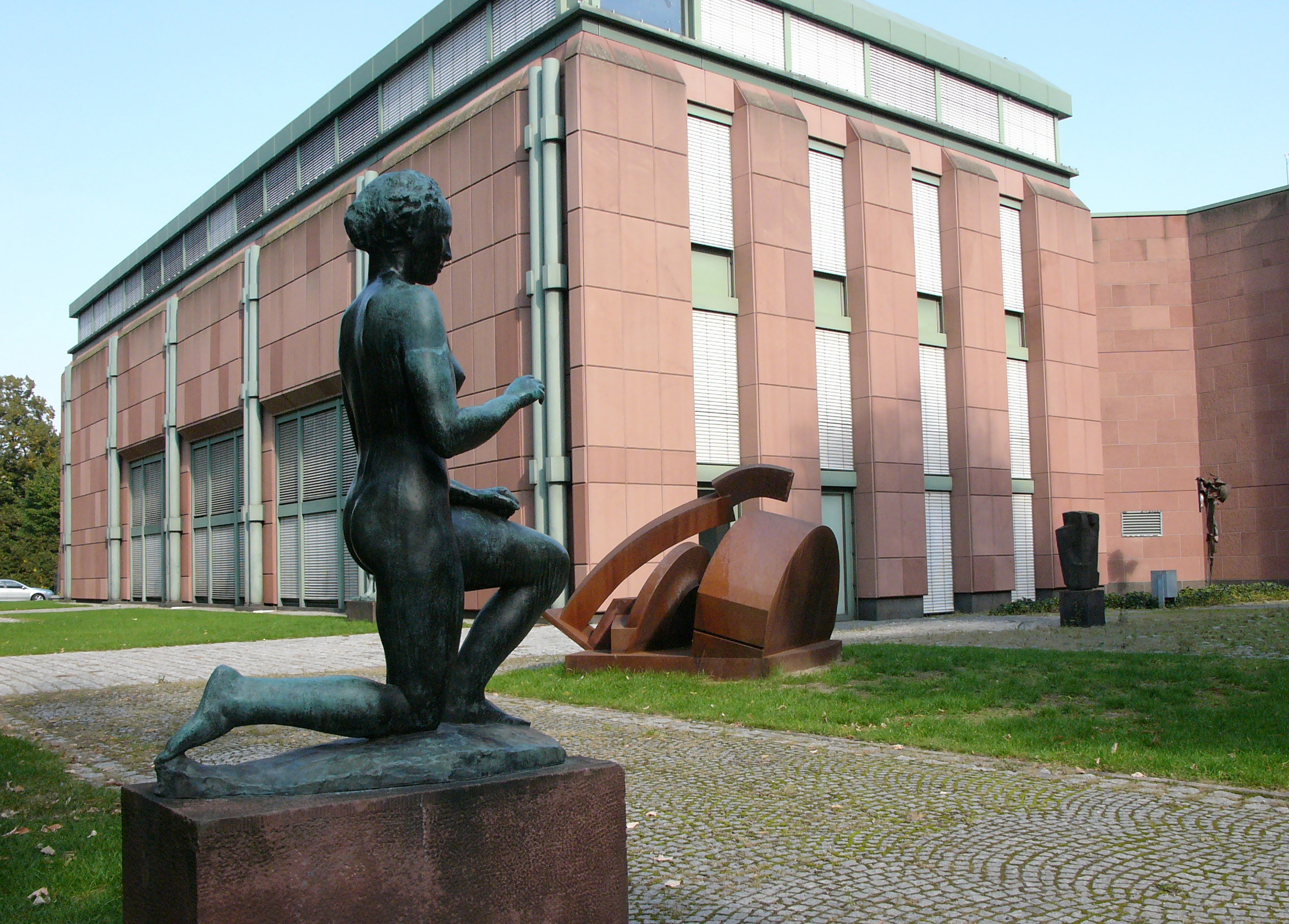
Anexo da Kunsthalle, com Jardim das Esculturas

Após o término da guerra, o novo diretor, Heinz Fuchs, procurou preencher as lacunas do acervo causadas pelos saques, bombardeios e pela intolerância nazista. A instituição voltou-se novamente para a arte contemporânea e o acervo de esculturas foi sistematicamente ampliado, originando uma demanda pela ampliação do espaço expositivo. Em 1979, um grupo de arquitetos concebeu um anexo para a Kunsthalle, que seria inaugurado em 1983. Em 1984, Manfred Fath assumiu a direção, dando continuidade à expansão do acervo com foco especial da coleção de esculturas. O espaço expositivo seria novamente ampliado em 1999, com a incorporação de uma antiga casamata, vizinha ao edifício.
Em 2003, o diretor Rolf Lauter determinou alterações profundas na forma de expor a coleção permanente, abolindo as tradicionais divisões do espaço expositivo entre esculturas, pinturas e artes gráficas em favor de uma divisão temática. Também ampliou o acervo incorporando instalações e exemplares da videoarte.

## Os edifícios
O edifício principal, erguido em 1907 segundo projeto de Hermann Billing, é composto por três pavilhões, dispostos na forma de um "T". O pavilhão central é coberto por uma cúpula. A fachada foi concebida em estilo art nouveau e coberta em arenito vermelho, em consonância com os edifícios previamente existentes na Friedrichsplatz - a praça central de Mannheim, localizada nos arredores da Kunsthalle. Ao lado dos pavilhões, havia uma grande área aberta deixada intocada, onde se planejava a construção de um complexo de museus histórico-artísticos (Reiss-Engelhorn-Museen).
O complexo de museus seria posteriormente erguido em outro local de Mannheim. Dessa forma, na década de 1960, planejou-se construir na área um anexo para ampliar a área expositiva da Kunsthalle. O plano somente seria levado adiante em 1979, quando o escritório de arquitetos Lange, Mitzlaff, Böhm und Müller foi encarregado de projetar a extensão. Após algumas alterações no plano inicial, o anexo foi inaugurado em 1983. O novo edifício foi intencionalmente projetado em linhas sóbrias e com acabamento em arenito vermelho, de forma a não desviar a atenção da coleção de esculturas e permitir a melhor integração entre as antigas e a nova estruturas.

## O acervo
A Kunsthalle Mannheim possui uma coleção permanente composta por aproximadamente 1.700 pinturas, 600 esculturas e 33.000 obras sobre papel (desenhos, aquarelas e gravuras). A maior parte do acervo abrange o impressionismo e o expressionismo na França e na Alemanha, a Nova Objetividade, o informalismo, o abstracionismo e as tendências artísticas européias do pós-Segunda Guerra.
Na coleção de pinturas, destacam-se Friedrich, Dahl, Géricault, Delacroix, Manet, Pissarro, Sisley, Cézanne, Max Liebermann, van Gogh, von Marées, Schuch, Munch, Rohlfs, Kokoschka, Heckel, Schmidt-Rottluff, August Macke, Franz Marc, Delaunay, Otto Dix, Beckmann, Grosz, Bacon, Götz e Fuhr, entre outros.
No segmento referente às esculturas, além de obras de autores do século XIX, como Rodin, Degas, Daumier e Medardo Rosso, há um numeroso conjunto de obras internacionais modernas e contemporâneas (Henry Moore, Max Ernst, Giacometti, Hepworth, Marini, Richard Serra,
Wolf Vostell etc.). O museu mantém, desde a década de 1930, uma seleção de esculturas contemporâneas expostas na parte externa, no Jardim das Esculturas.
Na coleção de obras sobre papel, há importantes registros do romantismo e classicismo na Alemanha e de artistas da Nova Objetividade, bem como desenhos de esculturas. O núcleo de gravuras inclui exemplares dos séculos XV ao XVIII, incluindo obras de Albrecht Dürer e Rembrandt.

## Galeria

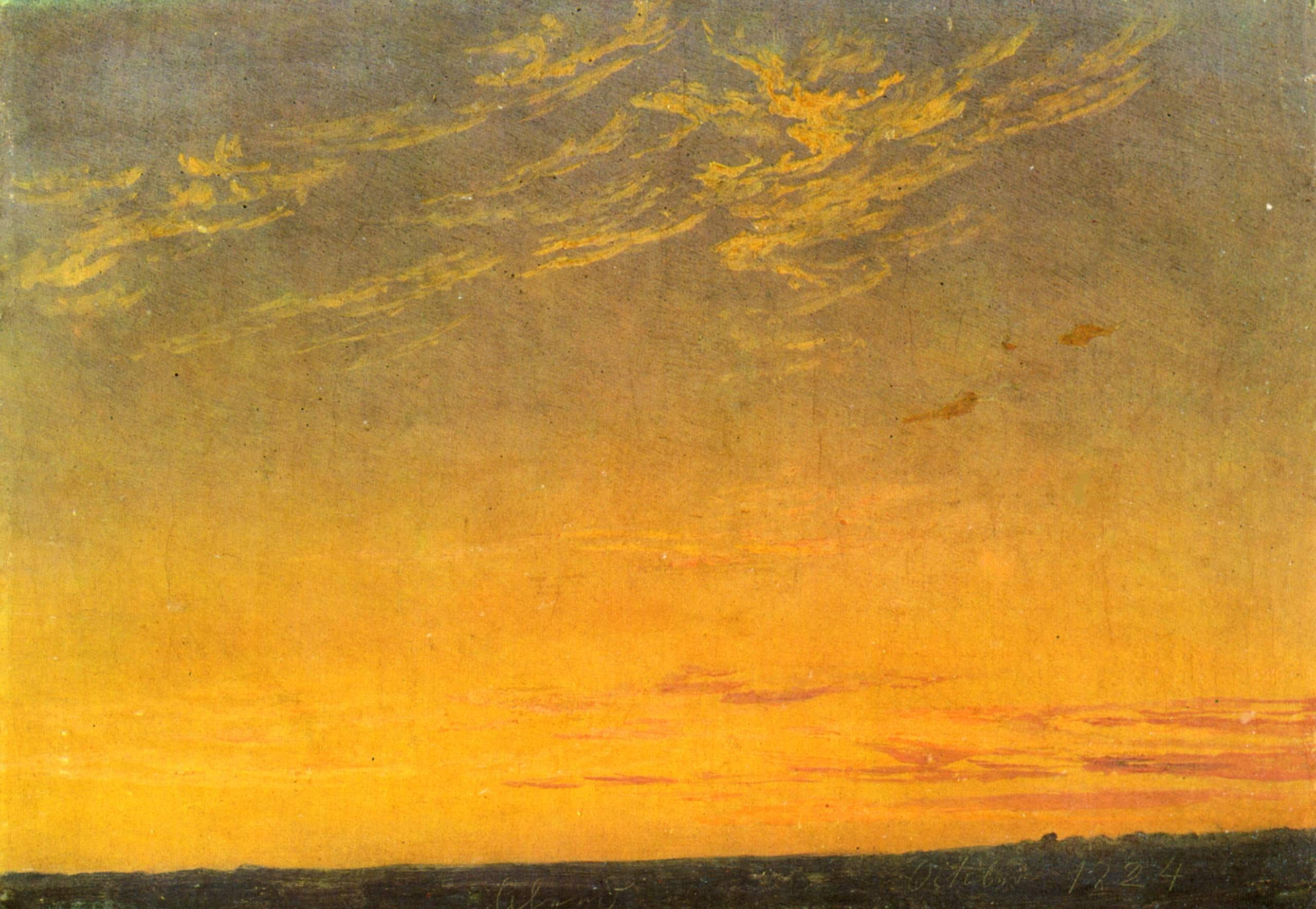
Caspar David Friedrich - Anoitecer com nuvens, 1824.
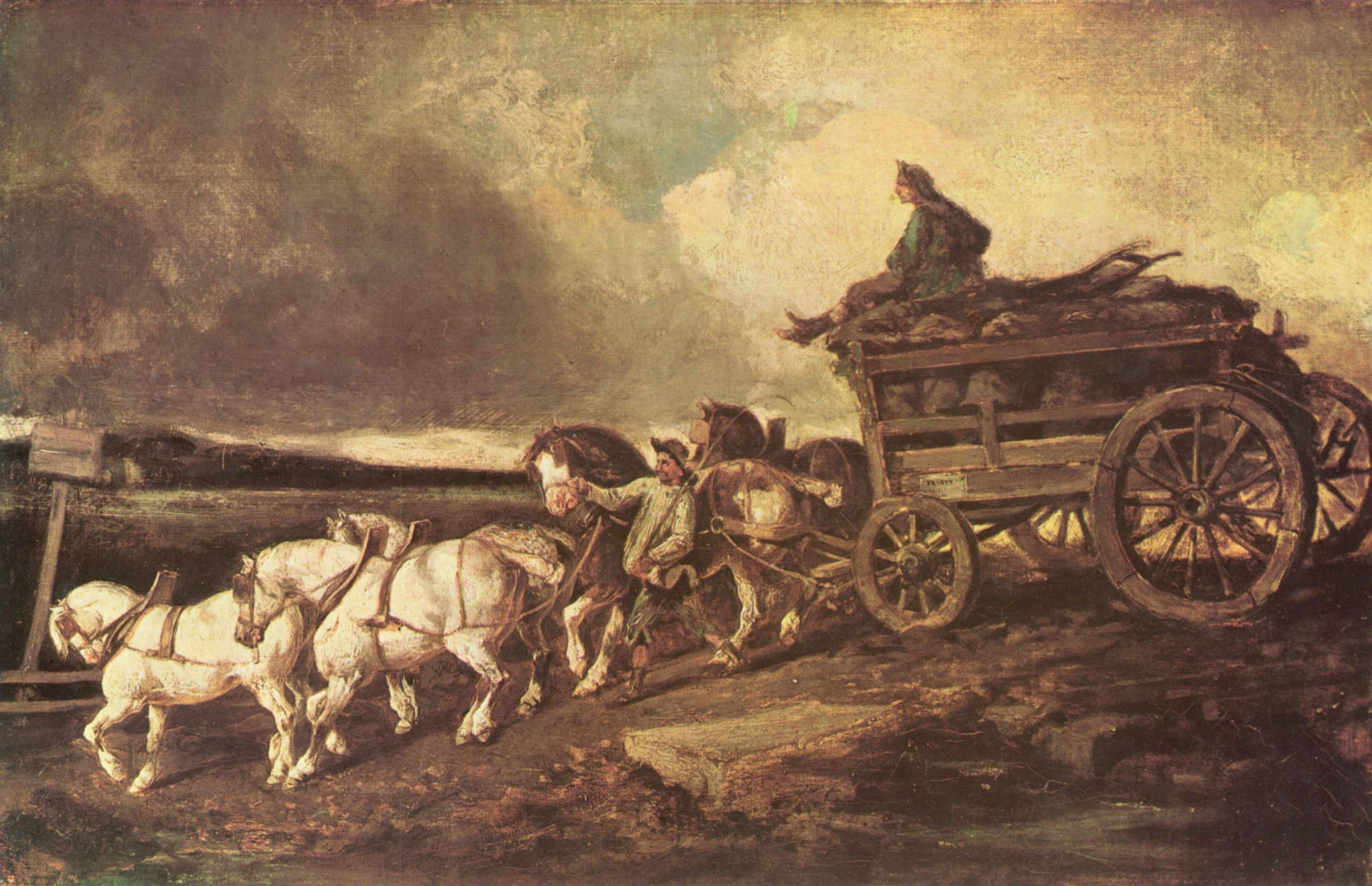
Théodore Géricault - O carro do carvão, 1821-1822.
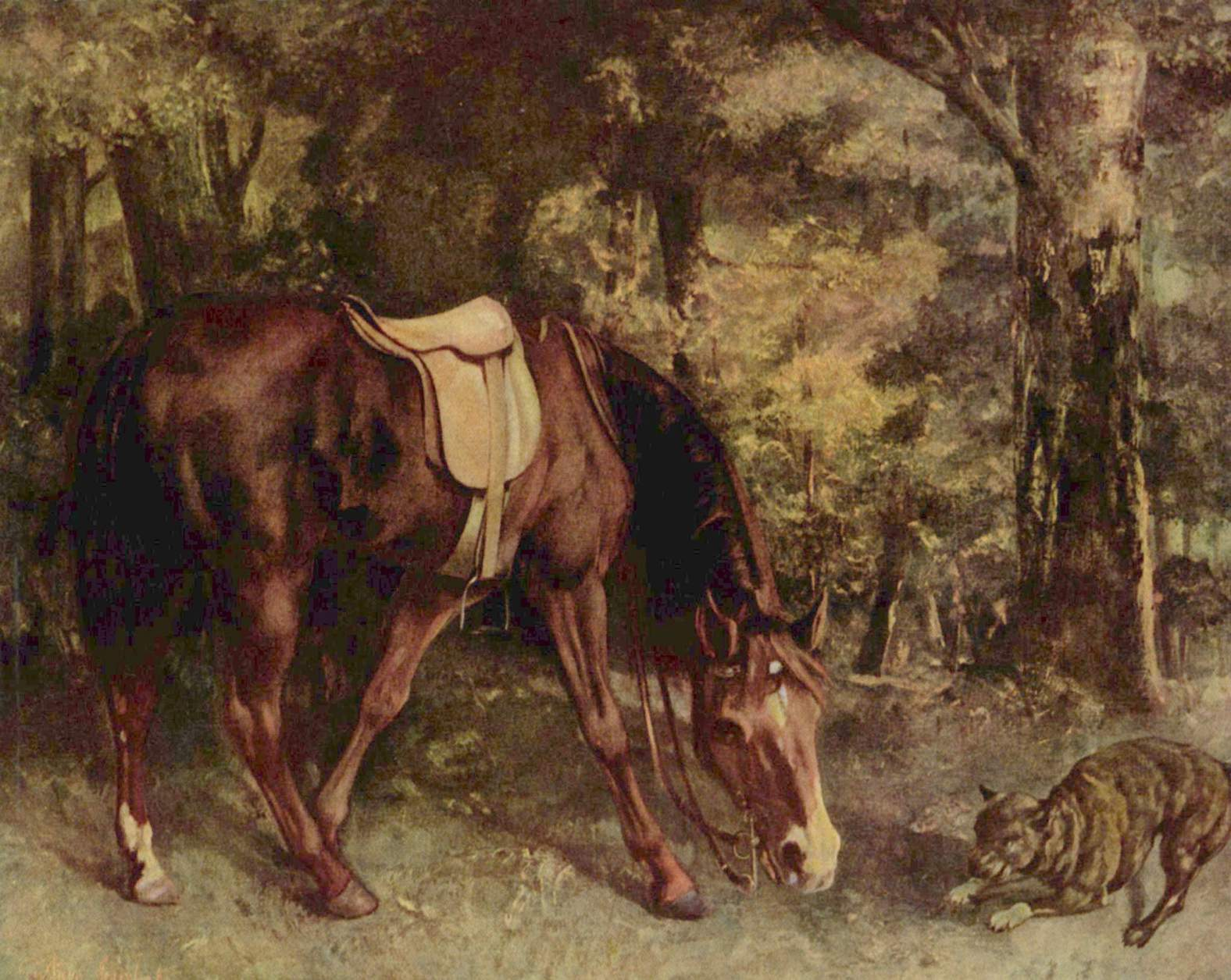
Gustave Courbet - Cavalo na floresta, 1863.
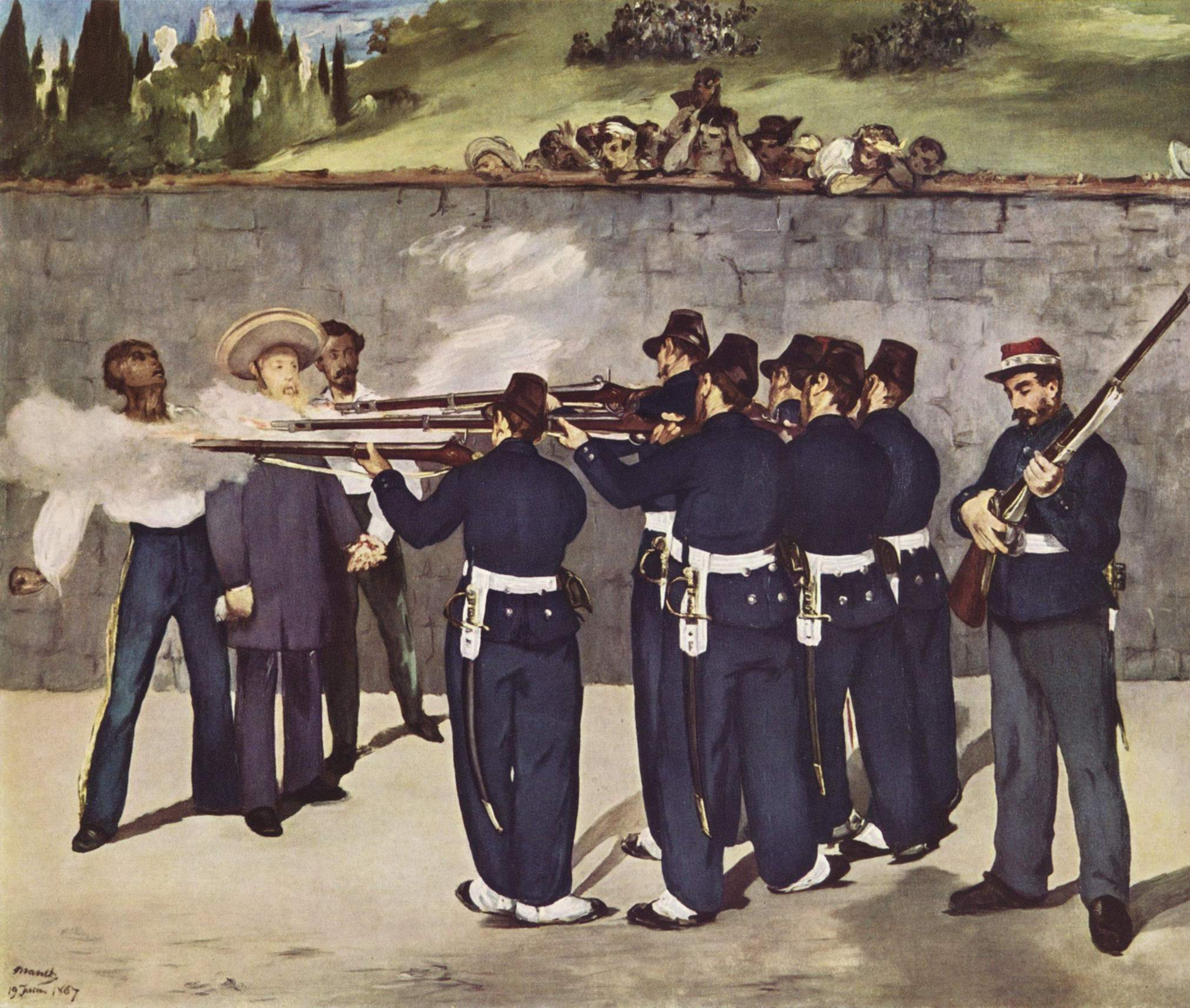
Édouard Manet - Execução de Maximiliano do México, 1868.
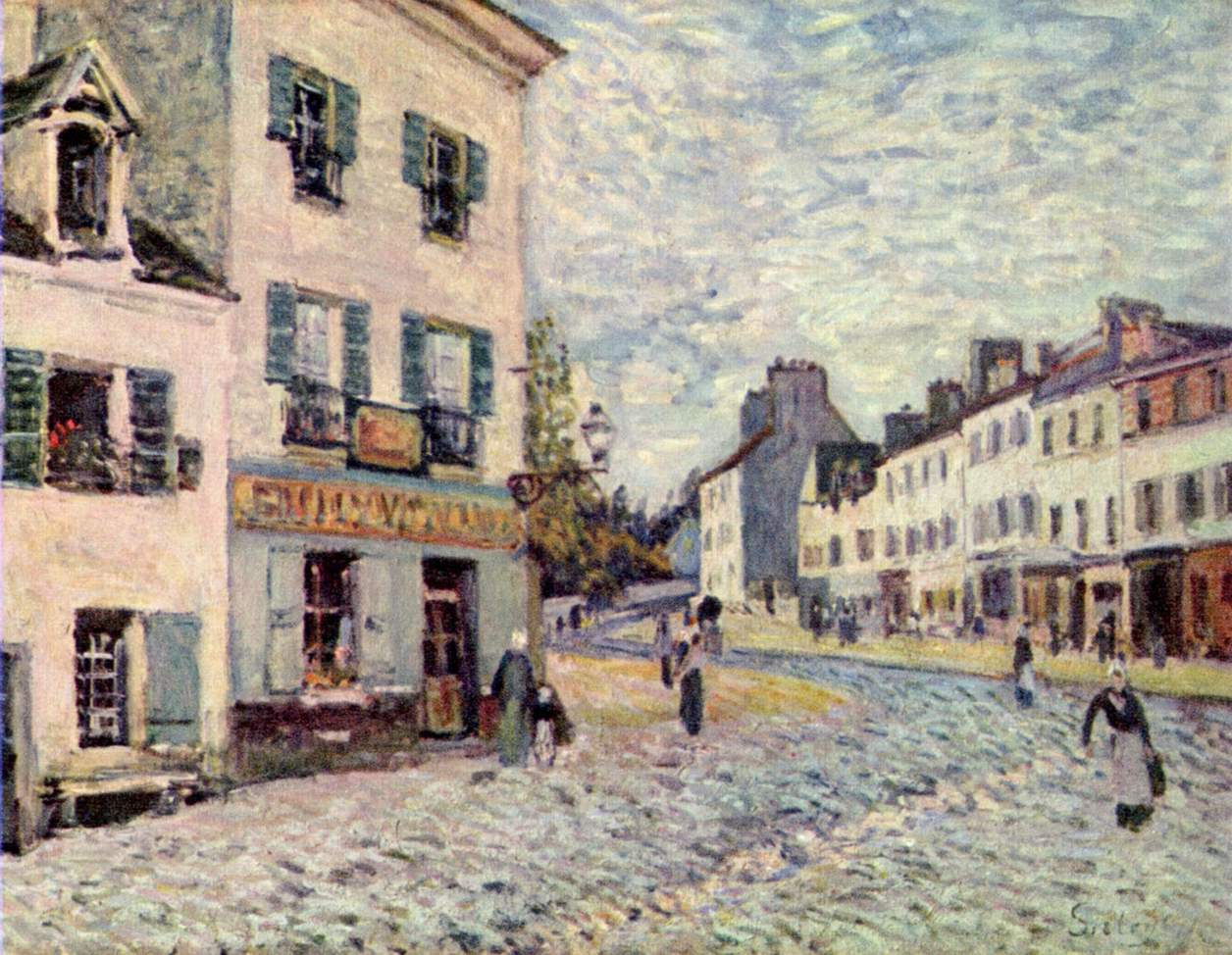
Alfred Sisley - Rua de Marly, 1876.
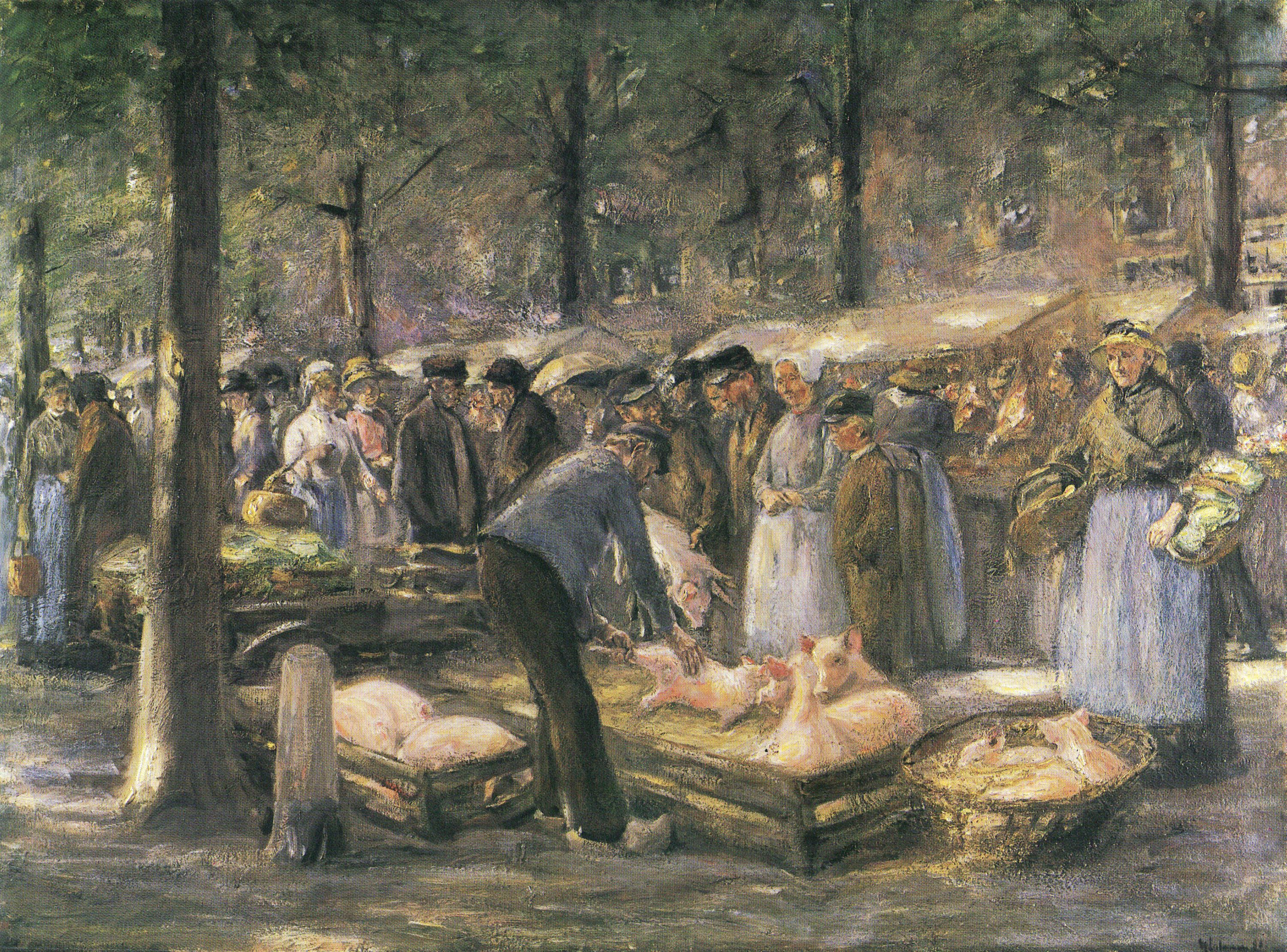
Max Liebermann - Mercado de porcos em Haarlem, 1891.
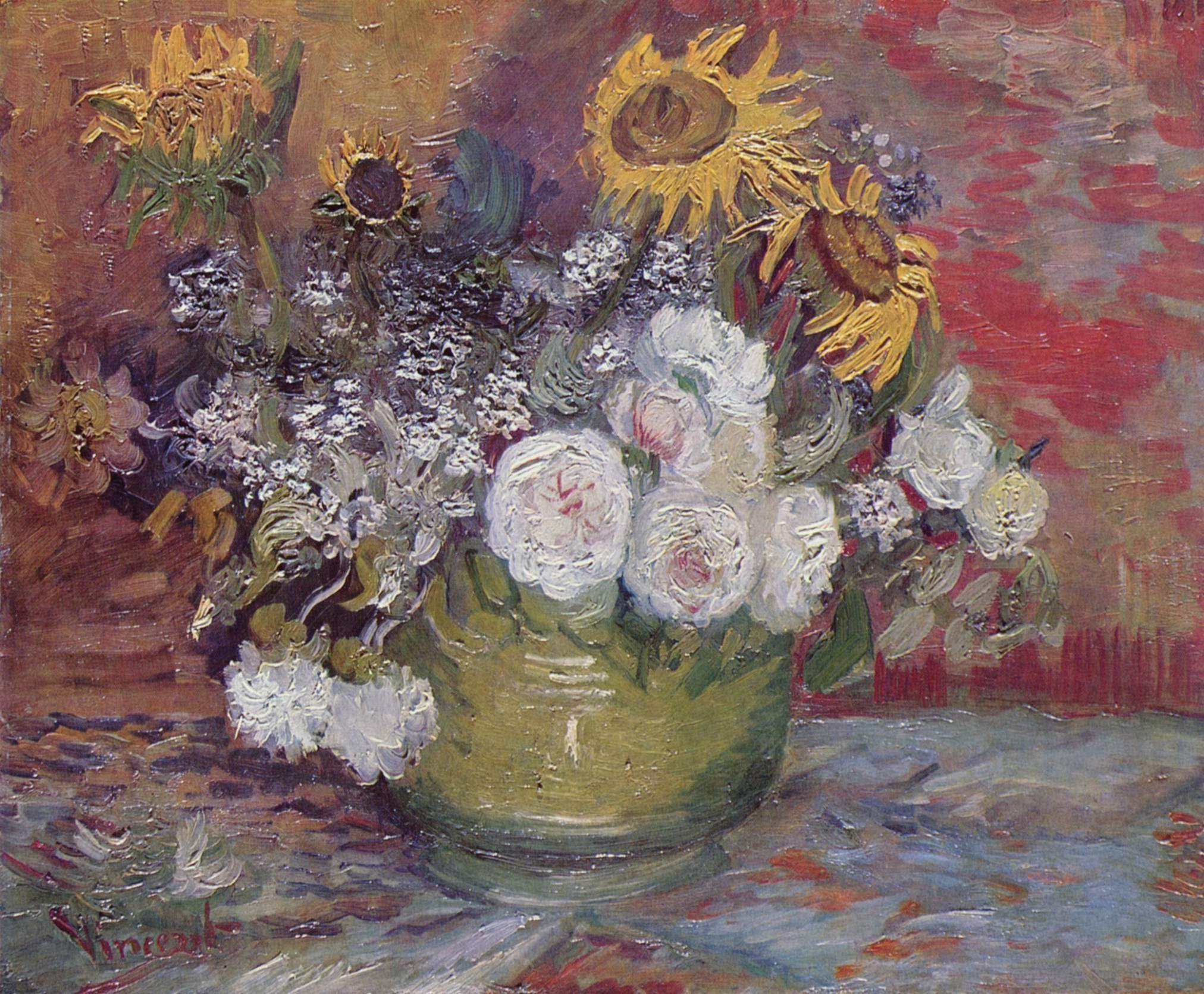
Vincent van Gogh - Natureza-morta com rosas e girassóis, 1891.
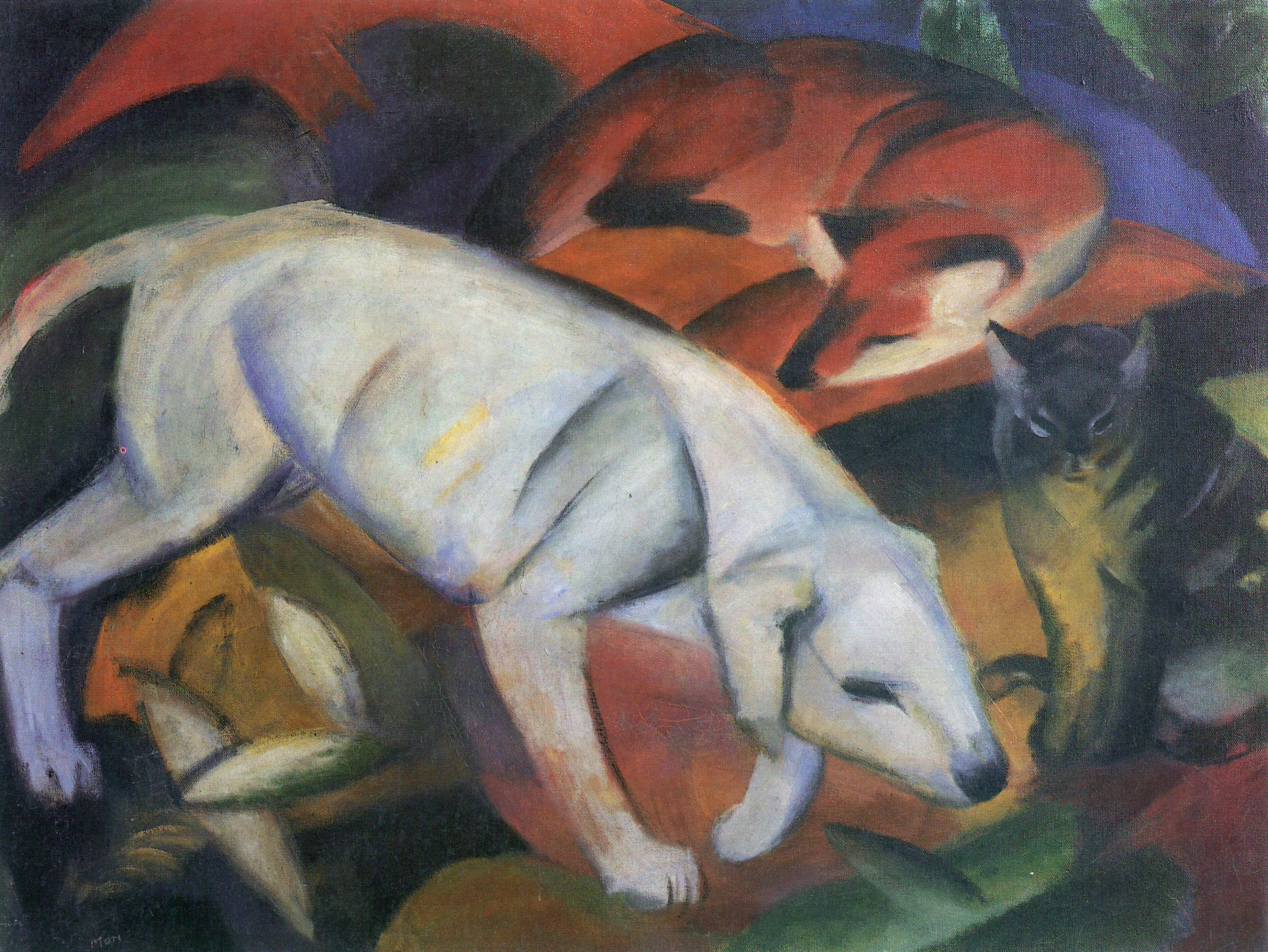
Franz Marc - Três animais, 1912.